# 赵丕廉

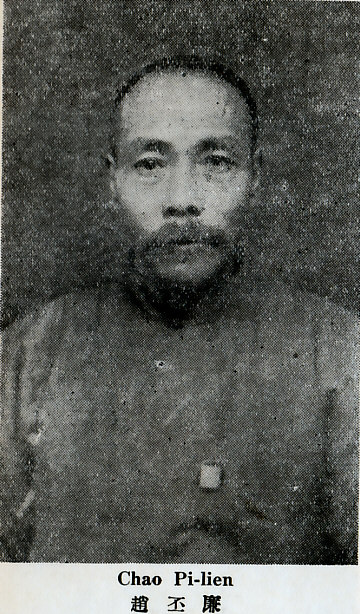
赵丕廉

赵丕廉（1882年—1961年），字芷青，号麓台，山西五台县五级村人。中华民国教育家。

## 生平
早年入读于山西大学堂中斋。1906年，在日本加入中国同盟会。毕业后，赵丕廉到定襄县高小任教，与当地进步人士、同盟会员牛诚修等，一起开展革命宣传。不久，他与朋友张淑琳、康佩珩等，联络忻县、崞县、定襄、五台的志士，推续西峰（赵的山西大学堂同学）为首，以地方学校为基础，建立保安社，进行自卫自保。
1911年，辛亥革命太原起义后，续西峰到太原找阎锡山商谈建立武装。阎锡山决定在忻州、代州、宁武府所辖各县建立一支武装，以壮大起义后的革命力量，并以续西峰为团长、康佩珩为副团长、赵三成为参谋长、赵丕廉为粮台督办。1911年11月23日，赵丕廉率五台县民兵一队到原平与各县民兵会合，忻代宁公团正式成立，共有1000余人。都督府发给公团800支步枪。公团成立后，续西峰即与山西军政府派出的北路军总司令张瑜商定，共同抵御由大同开到雁门关、准备南下镇压起义的清军：由北路军在雁门关正面与敌作战，忻代宁公团抄袭敌后，直取大同。1911年11月28日，忻代宁公团出师北伐，出雁门，于1911年12月5日进入大同，与大同起义民军会合。大同光复，俯瞰京师，清廷大震，于是调清军武卫左军统领陈希义重兵围攻大同。公团官兵与起义民军以土塞城门，以防清军攻城，展开激烈的攻防战。。12月18日，南北开始停战议和。山西咨议局原副议长杜上化等到大同调停，决定将大同让给清军，忻代宁公团撤回雁门关内。1912年1月17日，忻代宁公团撤出大同。1912年初公团解散，任丰镇县知事。后又调太原任山西军政府秘书。1914年，袁世凯任金永担任山西巡按使，搜捕山西革命党人，赵丕廉被逮捕，经督军署秘书长马骏说情释放。赵即赴南方，就职于安徽省教育厅。袁世凯死后，他再返回山西，办平民工厂。后任山西省警务厅科长，旋又在《山西日报》社、山西官书局任职。1918年任屯留县县长，复调任潞泽辽沁营务处处长（相当于镇守使），掌管上党19县的地方治安事宜，兼长治县长。1923年年底，赵丕廉因病离职，改任督军府参议，兼管太原平民工厂。
1925年，赵丕廉任山西国民师范学校校长，并创办了教育学院。1927年，中国国民党实行清党，山西法学院教授胡遽然等多人被省党部逮捕，赵曾奔走营救，始得保释。1927年7月，山西省政府改组，赵任委员兼农工厅厅长。1928年被任命为内政部次长，期间与邵力之、葛天明等创设文化大学。1929年春，赵丕廉被选为中国国民党候补中央执行委员，担任并州大学校长。1932年，任蒙藏委员会副委员长。1933年8月内蒙古西部三盟由锡盟盟长索王领衔声称西蒙“自治”，阴谋投日。国民政府派赵丕廉协同内政部长黄绍竑入蒙巡视，维护了祖国的统一。1947年，赵丕廉任行政院顾问，闲居北平，与友人集资经商。1949年1月，国共北平和谈，赵丕廉协助章士钊等，奔波于傅作义与和谈代表之间，劝傅接受和平改编。
中华人民共和国成立后，任北京市文史馆馆员、民革中央委员、山西省政协特邀委员。1961年，病逝于北京，享年79年。